# Martin Brinkmann AG

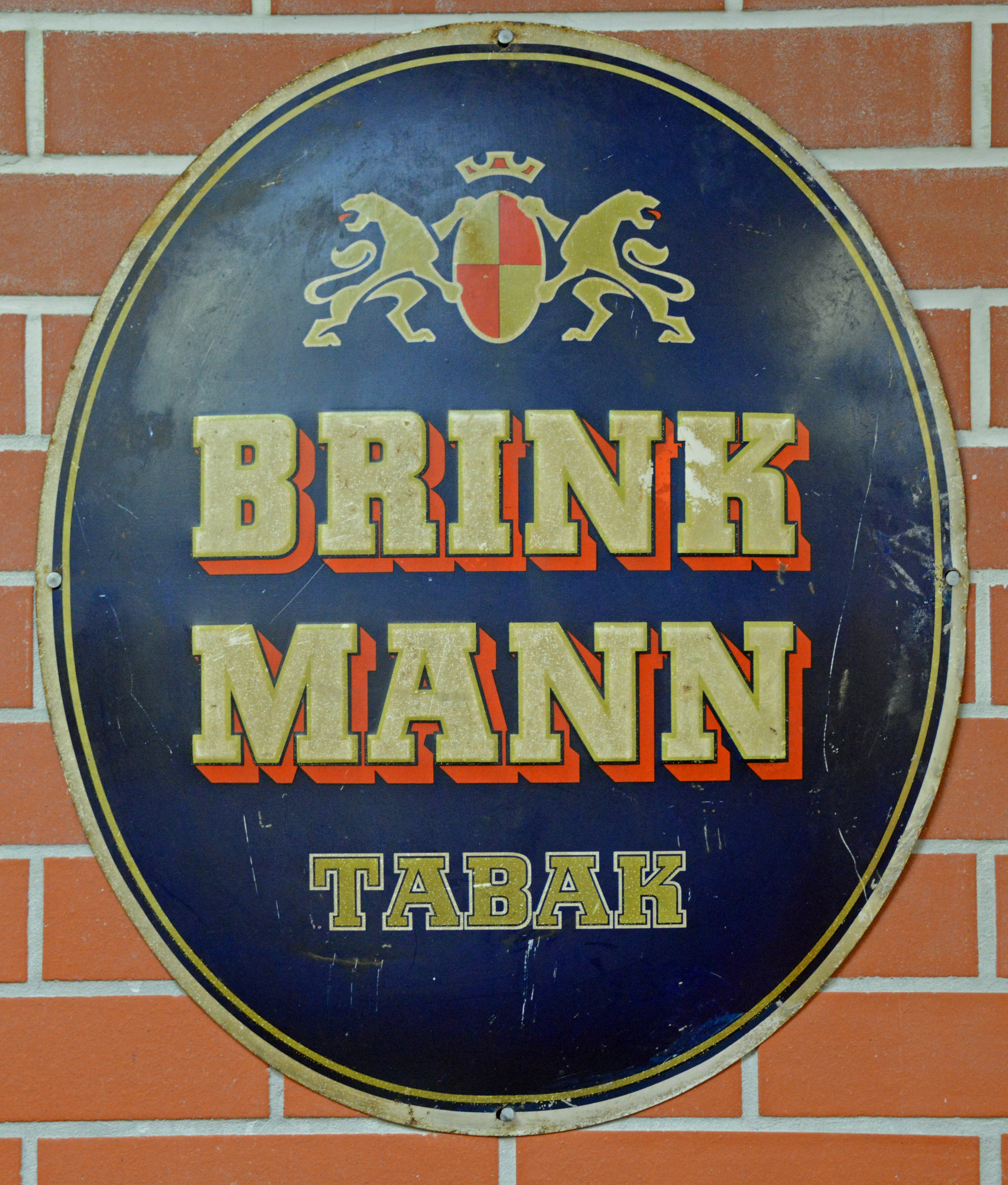
Historisches Werbeschild der Martin Brinkmann AG

Die Martin Brinkmann AG war ein traditionsreiches Bremer Unternehmen der Tabakindustrie.

## Geschichte bis 1945
1813 gründete der Kaufmann Nicolaus Wilkens eine Tabakhandlung in der Bremer Altstadt sowie eine Tabakfabrik in Burgdamm bei Bremen, in der Zigaretten hergestellt wurden. Seit dem Eintritt von Heinrich Johannes als Teilhaber des Unternehmens im Jahr 1837 lautete die Firma Wilkens & Johannes. Eine weitere Umbenennung erfolgte, als 1878 Martin Brinkmann das Unternehmen aufkaufte – fortan wurde es als Martin Brinkmann bekannt. Später wurde das Unternehmen dann von seinem Sohn Wenzel Brinkmann geleitet und nach dessen Tod 1900 an den erst 22-jährigen Hermann Ritter verkauft.
Ab 1900 florierte das Unternehmen und vergrößerte sich rasch, als Ritter Unternehmen in Treffurt und Heidelberg hinzuerwarb. 1910 gab er den Standort in Burgdamm auf und ließ eine neue Fabrik in Woltmershausen errichten. Zum Jahresbeginn 1929 wurde das bisher in der Rechtsform einer Kommanditgesellschaft existierende Unternehmen unter Verschmelzung mit der Ansgari-Druckerei Wolfgang Ritter schließlich in die Aktiengesellschaft Martin Brinkmann umgewandelt, die zu Europas größten Tabakfabriken zählte. Hermann Ritters Sohn Wolfgang Ritter hatte in den 1920er Jahren eine Lehre bei Brinkmann gemacht und wurde 1929 neben Arend Feindt Vorstandsmitglied des Unternehmens.
Ab 1931 gewann die Zigaretten-Produktion immer größere Bedeutung. Nach der nationalsozialistischen Machtübernahme trat das Unternehmen schon ab 1934 durch eine betriebliche Sozialpolitik wie die Einrichtung einer weiträumigen und ansprechend gestalteten Werkskantine in Erscheinung, die sich in der gleichgeschalteten Presse für das KdF-Programm  zur Gewinnung der Arbeiter für den nationalsozialistischen Staat nutzen ließ. Die Verwaltung zog 1937 von Bremen nach Berlin. 1936/37 wurde eine größere Fabrik der Martin Brinkmann AG gebaut und 1941/43 ergänzt. Wegen Bombenangriffen wurde die Verwaltung 1943 nach Tirschenreuth (Ostbayern) und dann nach Lindau an den Bodensee verlegt.

## Geschichte nach 1945

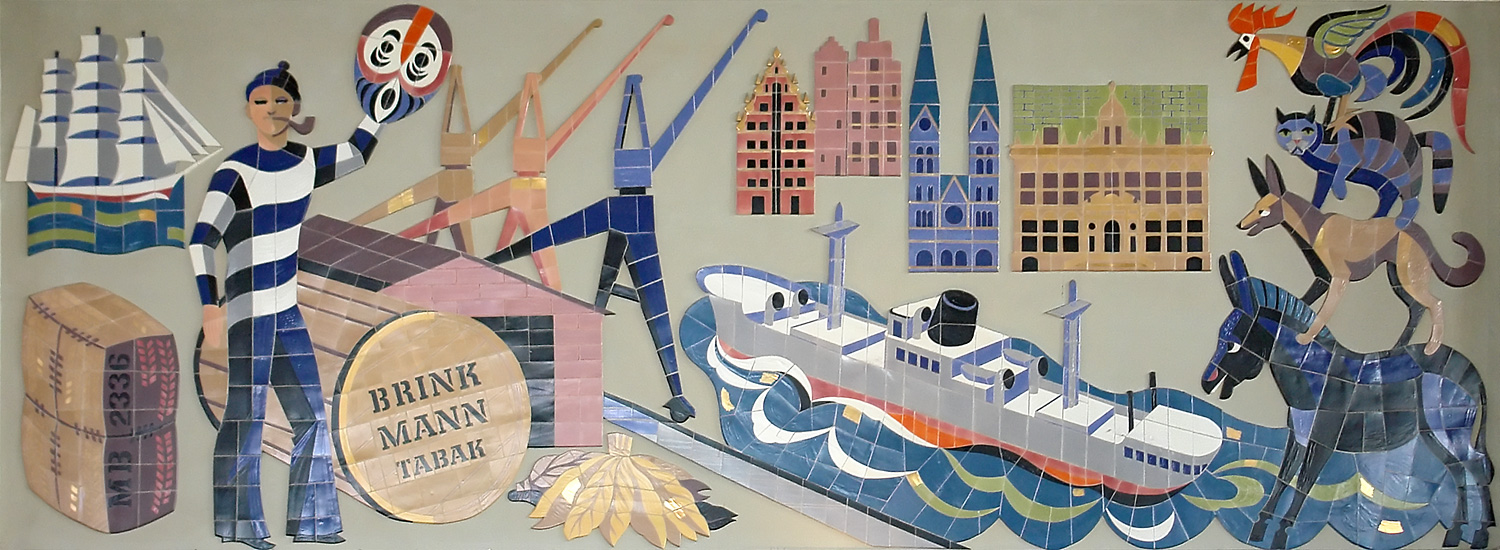
Mosaik im Bremer Hauptbahnhof

1949 wurde Brinkmann zunächst als GmbH gegründet. Durch Beschluss der Hauptversammlung am 25. Juni 1963 wurde Brinkmann wieder eine Aktiengesellschaft. Das Grundkapital belief sich auf 5 Millionen DM, eine Aktie war jeweils auf 1000 DM ausgestellt. Nach 1945 wurden 1949, 1952, 1961 bis 1967 und 1971 die vorhandenen Anlagen in Bremen-Woltmershausen ausgebaut und ergänzt (siehe Fabrik der Martin Brinkmann AG). 1957 wurde ein Teil der Produktion nach West-Berlin verlegt, 1984 wurden weitere Teile des Unternehmens mit staatlicher Förderung von Woltmershausen nach Berlin verlegt. Die Zahl der Mitarbeiter in der Produktion sank durch Automatisierung von 1000 auf nur noch 100.
1966 übernahm der weltweit tätige Rupert-Konzern zunächst eine Minderheitsbeteiligung und 1972 das restliche Aktienkapital der Martin Brinkmann AG. 1990 übernahm Brinkmann das Feinschnittgeschäft des holländischen Tabakherstellers Theodorus Niemeyer und hieß nun vorübergehend Brinkmann-Niemeyer. Ab 1992 gehörte Brinkmann zur Gruppe Rothmans International. 1999 wurde Rothmans International von der  British American Tobacco (BAT) übernommen die Firma wieder in Brinkmann umbenannt.
Aufgrund steuerlicher Veränderungen für Filtercigarillos ab Januar 2015 wurde die Herstellung von Tabakprodukten bei Brinkmann zum Ende 2014 eingestellt.  „Das Bremer Werk, das auf Filtercigarillos und Filterhülsen spezialisiert ist, gehörte noch bis Ende 2014 zu British American Tobacco. Ab 2015 kann sich das Werk unter Leitung des Filterhülsenspezialisten GIZEH Raucherbedarf GmbH, einer Tochtergesellschaft der Mignot & De Block B.V., auf diesem Gebiet spezialisieren.“
Im Juli 2021 wurde dann auch die Produktion von Tabakhülsen im Werk Bremen eingestellt und die Firma Brinkmann aufgelöst. Grund war die Übernahme einer weiteren Filterhülsenfabrik durch die Brinkmann-Mutter Gizeh Raucherbedarf im Oktober 2020: sie übernahm das einstige Efka-Werk, den weltgrößten Hersteller von Zigarettenhülsen in Trossingen bei Stuttgart. Brinkmann sei eine Überkapazität und in Trossingen mehr Platz, um auch etwas anderes zu produzieren.
Auf dem ehemaligen Werksgelände wurden unter der Bezeichnung Bremer Tabakquartier andere Betriebe angesiedelt. Ehemalige Brinkmann-Marken wie Lord-Extra werden noch immer von BAT produziert.

## Produkte
- Pfeifentabak „Golden Mixture“
- Lloyd (Zigarette)
- Fatima (Zigarette)
- Alva (Zigarette)
- Texas (Zigarette)
- Brinkmanns Stolz (Feinschnitttabak)
- Lux Filter (Zigarette)
- Peer Export (Zigarette)
- Lord Extra (nikotinarme Zigarette), ehemals „Lord“ von Nestor Gianaclis
- Schwarzer Krauser (Feinschnitttabak)
- Pfeifentabak Puertorico (Grobschnitt)
- Bremen (Zigarette – Jubiläumsmarke)[12]